# Prosopocera cylindrica
Prosopocera cylindrica är en skalbaggsart som beskrevs av Aurivillius 1903. Prosopocera cylindrica ingår i släktet Prosopocera och familjen långhorningar. Inga underarter finns listade i Catalogue of Life.